# Linie 1 (Metro Baku)
Die Linie 1 ist eine Metrolinie der Metro Baku in der aserbaidschanischen Hauptstadt Baku. Sie wird auch als Rote Linie bezeichnet. Die Strecke umfasst 13 Stationen.

## Geschichte
Eröffnet wurde die Linie 1 als erste Linie der Metro Baku am 6. November 1967 mit dem knapp zehn Kilometer langen Abschnitt Bakı Soveti (heute İçərişəhər) bis Nəriman Nərimanov.

## Streckenführung
Die Linie 1 verläuft zwischen den Stationen İçərişəhər und Həzi Aslanov. Von der Station 28 May kann in der angeschlossenen Station Cəfər Cabbarlı auf die hellgrün beschilderte Nebenlinie der Linie 2 zur Station Şah İsmail Xətai gewechselt werden.
Zwischen den Stationen 28 May und Həzi Aslanov teilt sich die Linie 1 die Strecke mit der Linie 2, der sogenannten Grünen Linie, die von der Station Dərnəgül kommt. Im Jahr 2013 wurde mit dem Bau einer Tunnelverbindung zwischen den Stationen Həzi Aslanov und Şah İsmail Xətai begonnen, um die Linie 2 zukünftig unabhängig von der Strecke der Linie 1 betreiben zu können.

## Stationen
- İçərişəhər
- Sahil
- 28 May
- Gənclik
- Nəriman Nərimanov
- Bakmil
- Ulduz
- Koroğlu
- Qara Qarayev
- Neftchilar
- Xalqlar Dostluğu
- Əhmədli
- Həzi Aslanov

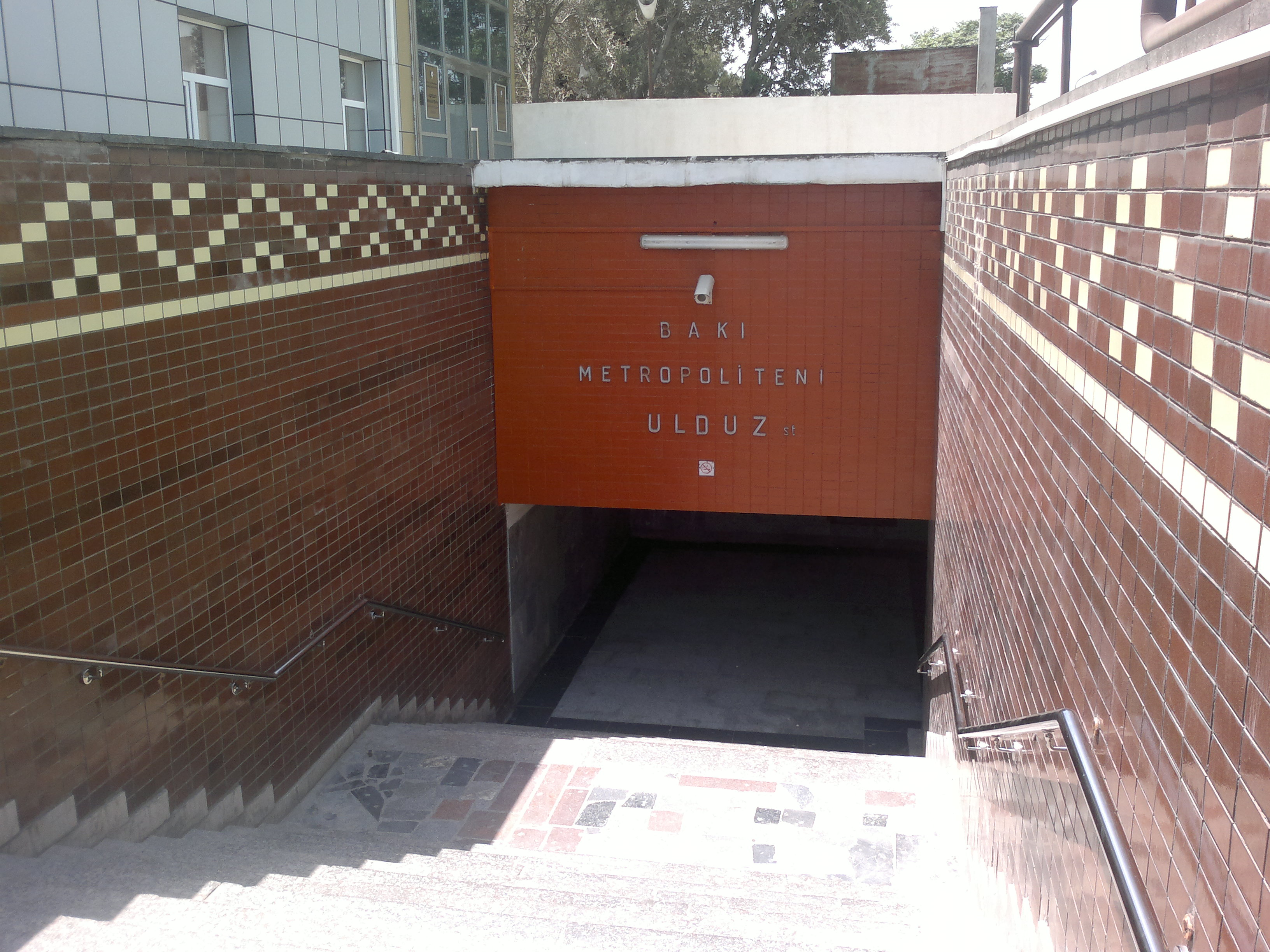
Station Ulduz, 2014
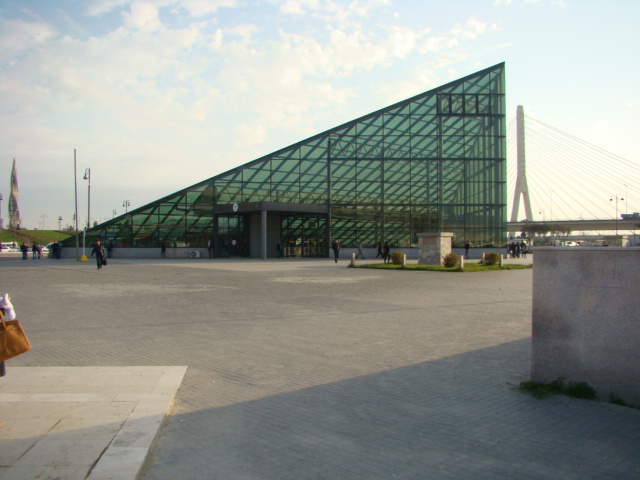
Station Koroğlu, 2015
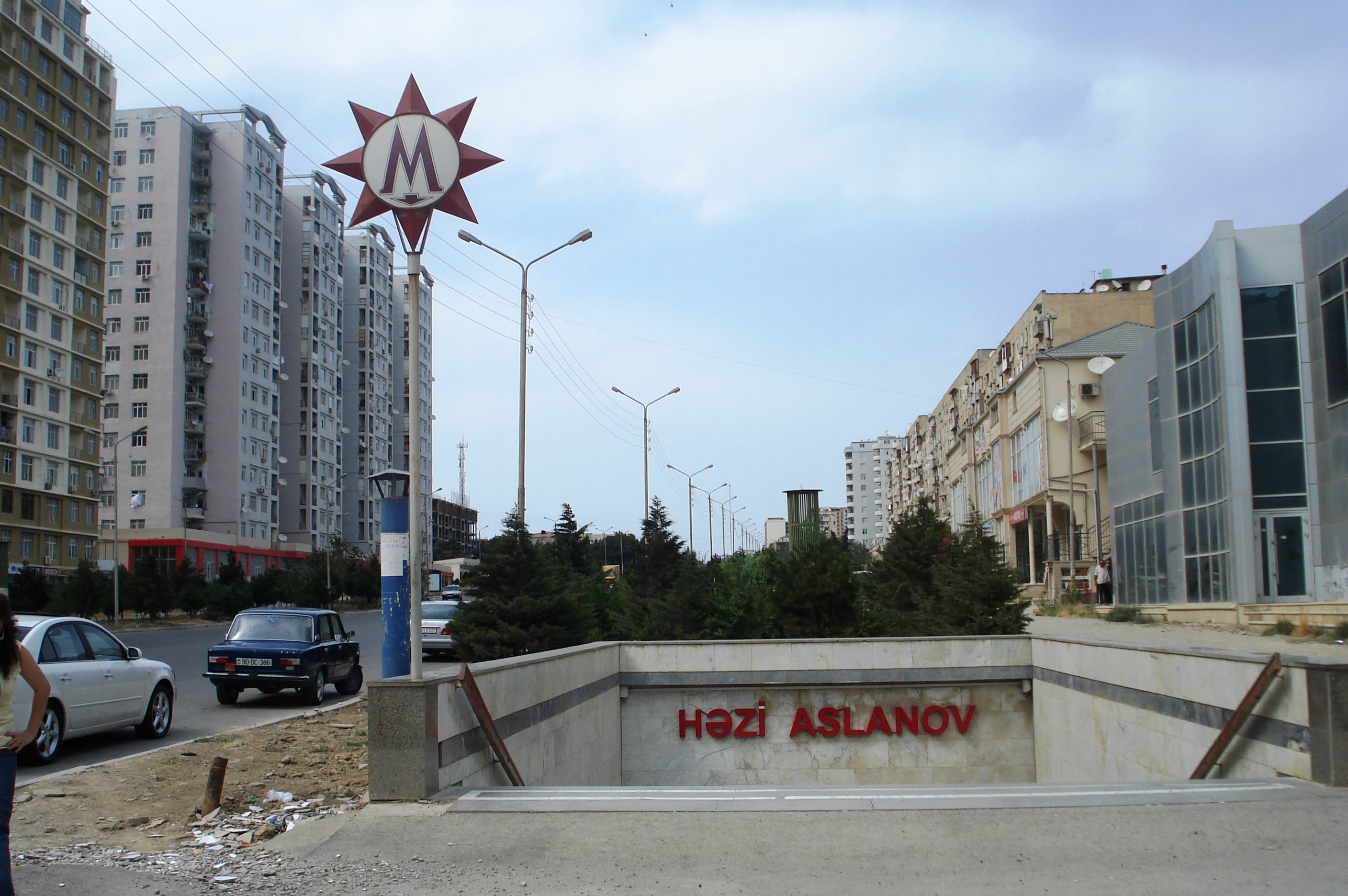
Station Həzi Aslanov, 2009